# Bürgeramt

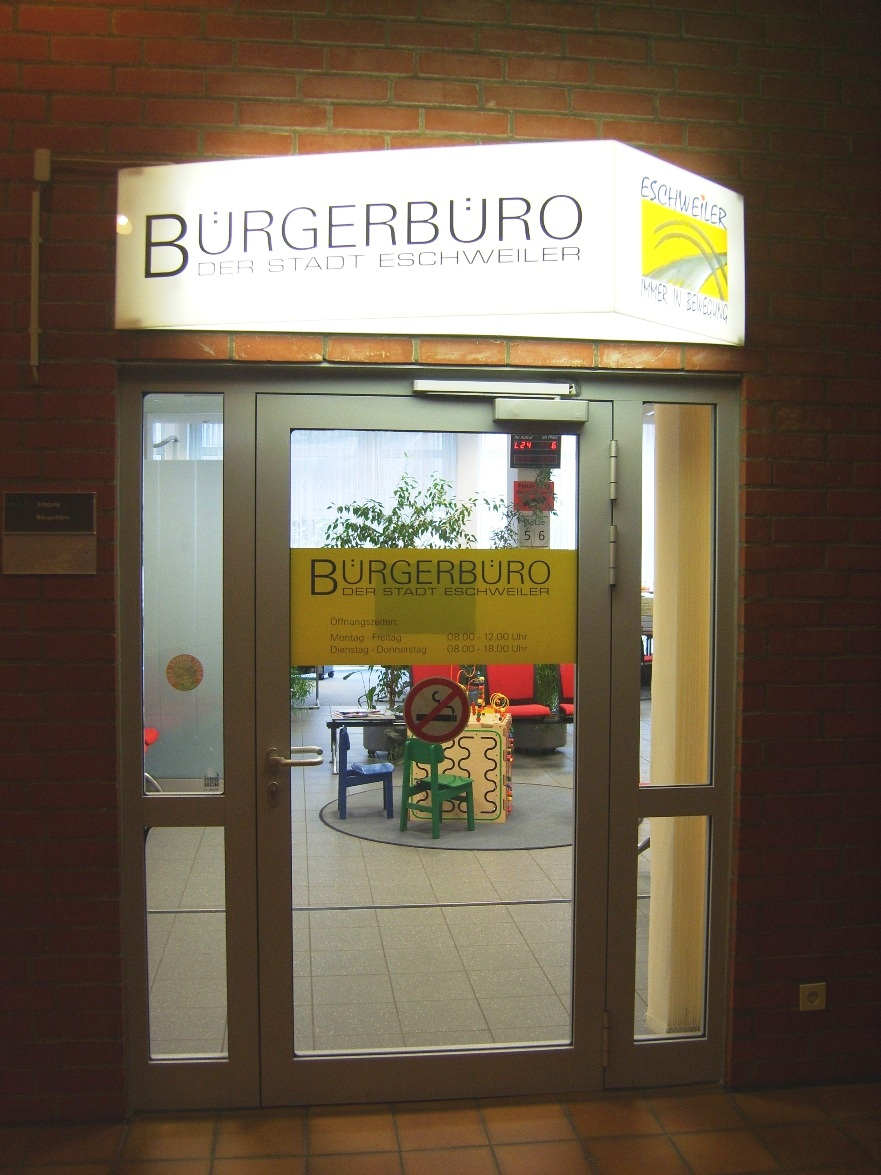
Un Bürgerbüro à Eschweiler.

Dans les pays germanophones, un Bürgeramt [ˈbʏʁɡɐˌamt] est une institution publique municipale où sont regroupés les services d'accueil permettant aux citoyens d'effectuer différentes démarches administratives. 

## Localisation
Un Bürgeramt est souvent situé dans un hôtel de ville ou, dans les grandes villes, une mairie d'arrondissement. À Berlin, on peut compter jusqu'à six Bürgerämter répartis dans différents centres administratifs d'un arrondissement. Un Bürgeramt ne doit cependant pas être confondu avec le Bezirksamt (« office d'arrondissement ») qui désigne la gestion municipale et les bureaux du maire.

## Dénomination
Bürgeramt est un mot allemand formé à partir de Bürger, le « citoyen », et Amt, le « bureau » ou le « service ». Le pluriel est Bürgerämter.
Ce service d'accueil aux citoyens peut avoir différents noms en germanophonie. Bürgerbüro, Bürgerdienst, Bürgerservice, Bürgerladen, Servicepunkt, Kundenzentrum peuvent tous désigner la même institution. On peut trouver des institutions semblables dans les pays scandinaves, comme le Borgerservice au Danemark.

## Histoire
Le premier Bürgeramt est ouvert en 1984 à Unna en Rhénanie-du-Nord-Westphalie. D'autres villes d'Allemagne de l'Ouest suivent bientôt comme Heidelberg, Hagen ou Bielefeld. Après la Réunification, la pratique se généralise dans toute l'Allemagne, en commençant par les grandes villes.

## Concept et services
Le concept du Bürgeramt est de centraliser plusieurs institutions administratives en une seule pour satisfaire les attentes des citoyens considérés désormais comme des clients, à l'instar des services d'accueil d'institutions privées comme les banques. Alors qu'auparavant les allocations familiales (Kindergeld), les démarches d'état civil, les déclarations de changement d'adresse (Ummeldung, obligatoire en Allemagne) étaient chacune réparties dans des institutions dédiées, le Bürgeramt réunit ces services avec l'objectif de répondre à toutes questions émises par le client. 
Ce changement ne s'est pas fait sans heurt, notamment dans les petites communes. Il a été accompagné par une réduction des coûts du travail, d'une réduction des effectifs, d'une plus grande flexibilité ainsi que d'une charge de travail plus importante pour les employés. Plusieurs Bürgerämter ont des temps d'attente qui peuvent excéder plusieurs semaines pour un rendez-vous. Certains Bürgeramt offre des entrevues sans rendez-vous qui peuvent occasionner des files d'attente importantes.
Quelques services proposés dans certains Bürgerämter (liste non exhaustive) :
- Demande de passeports et de carte d'identité, état civil[7]
- Déclaration de changement d'adresse[7]
- Actes de naissances, de mariages et de décès[7]
- Obtention de différents permis, comme le permis de pêche[7]
- Attestation du budget familial (Haushaltsbescheinigung) pour l'obtention d'allocations familiales
- Attestation de travailleur indépendant
- Bureau de statistiques
- Bureau cadastral